# Anton Kušnir
Anton Sjarheevič Kušnir, accreditato come Anton Kushnir dalla FIS (in bielorusso Антон Сяргеевіч Кушнір?; 13 ottobre 1984), è uno sciatore freestyle bielorusso, campione olimpico nei salti ai Giochi di Soči 2014.

## Biografia
Kušnir ha debuttato nel Circo bianco a Raubichi il 28 dicembre 1995, disputando una gara di salti valida per la Coppa Europa, giungendo 24º.
In Coppa del Mondo ha esordito l'11 gennaio 2004 a Mont-Tremblant (24º), ha ottenuto il primo podio il 12 gennaio 2007 a Deer Valley (2º) e la prima vittoria il 17 febbraio 2008 a Inawashiro.
Nel 2010 ha conquistato la Coppa del Mondo generale e quella di specialità dei salti.
In carriera ha partecipato a tre edizioni dei Giochi olimpici invernali, 
Torino 2006 (8º nei salti), Vancouver 2010 (15º nei salti) e Soči 2014 (1º nei salti), e a tre dei Campionati mondiali, vincendo una medaglia.

## Palmarès

### Olimpiadi
- 1 medaglia:
  - 1 oro (salti a Soči 2014)

### Mondiali
- 1 medaglia:
  - 1 bronzo (salti a Deer Valley 2011)

### Coppa del Mondo
- Vincitore della Coppa del Mondo nel 2010.
- Vincitore della Coppa del Mondo di salti nel 2010.
- 19 podi:
  - 9 vittorie
  - 7 secondi posti
  - 3 terzi posti

#### Coppa del Mondo - vittorie
| Data             | Luogo        | Paese       | Disciplina |
| ---------------- | ------------ | ----------- | ---------- |
| 17 febbraio 2008 | Inawashiro   | Giappone    | AE         |
| 19 dicembre 2009 | Changchun    | Cina        | AE         |
| 15 gennaio 2010  | Deer Valley  | Stati Uniti | AE         |
| 22 gennaio 2010  | Lake Placid  | Stati Uniti | AE         |
| 30 gennaio 2010  | Mont Gabriel | Canada      | AE         |
| 16 gennaio 2011  | Mont Gabriel | Canada      | AE         |
| 12 febbraio 2011 | Mosca        | Russia      | AE         |
| 19 febbraio 2011 | Minsk        | Bielorussia | AE         |
| 10 gennaio 2014  | Deer Valley  | Stati Uniti | AE         |

Legenda:

AE = salti